# El color de la pasión
El color de la pasión é uma telenovela mexicana produzida por Roberto Gómez Fernández para a Televisa e exibida pelo Las Estrellas entre 17 de março e 31 de agosto de 2014, substituindo De que te quiero, te quiero e sendo substituída por Yo no creo en los hombres. É livremente inspirada na novela Capricho, produzida em 1993. 
A trama é protagonizada por Esmeralda Pimentel e Erick Elias,  com atuações estrelares de René Strickler e Eugenia Cauduro e antagonizada por Claudia Ramírez, Ximena Romo, Natalia Guerrero, Moisés Arizmendi e Helena Rojo.

## Enredo

### Primeira fase:
Esta história se desenvolve em Puebla; nesta cidade de anjos, também se desatam os demônios na vida da prestigiosa e respeitada família Murillo, formada pelas jovens Adriana, Magdalena e Rebeca, órfãs de pai e mãe.
Adriana está casada com o belo Alonso Gaxiola, dono de uma fábrica de Talavera, e suas duas irmãs vivem com eles. Tem um casamento sólido, onde tudo parece maravilhoso, porque não se dão conta que Rebeca é uma mulher caprichosa, com suficiente inteligência para se passar por um verdadeiro anjo; é somente Magdalena que conhece os defeitos de sua irmã menor e suspeita de suas reais intenções.
Rebeca sempre esteve secretamente apaixonada por Alonso, e por isso inveja profundamente a Adriana; esse sentimento se converte em ódio ao descobrir que sua irmã se converterá em mãe. Por sua parte, Magdalena vive uma tragédia, pois seu noivo desaparece no dia de seu casamento, graças a uma armação de Rebeca. Lidando muito mal com a situação, decide se isolar em um convento.
Apenas uns dias depois da partida de Magdalena à capital, Alonso viaja ao Brasil para fechar um contrato e exportar seus produtos. Enquanto isso na mansão, Adriana descobre a paixão que Rebeca sente por Alonso e começam a discutir fortemente. Na confusão, Adriana sofre um acidente ao cair do alto da escada. Ela morre no hospital, porém o bebê se salva. Depois da tragédia, Alonso se apega a sua filha Lucía como único consolo e Rebeca aproveita a situação.

### Segunda fase
A história avança 24 anos depois do terrível acidente. Alonso e Rebeca estão casados. Ela se converteu em uma verdadeira mãe para Lucía, e não só isso, também é a melhor esposa do mundo, é uma verdadeira dama. O casal tem uma segunda filha, Nora, de 22 anos; ela é frívola, caprichosa e manipuladora, que sempre sentiu inveja de Lucía.
Rebeca está cheia de frustrações, pois sabe que nunca terá o amor completo de Alonso, por isso tem relações extraconjugais com um rapaz bem mais novo chamado Federico. Cansada de manter o caso, Rebeca decide terminar seu romance com o jovem, que fica arrasado. Triste com o fim do seu romance com Rebeca, Federico se suicida frente a ela. Assustada, ela pretende retomar sua vida como se nada houvesse acontecido, no entanto, não sabe que a família dele, principalmente seu irmão Marcelo, querem chegar ao fundo deste assunto.
Marcelo se dirige a Puebla e não tarda muito em averiguar o seio da família Gaxiola Murillo descobrirá o segredo que há detrás da morte de seu irmão. Em seu afã de vingança, habilmente se relaciona com eles e, sem dar-se conta, se vai apaixonado de Lucía, que primeiro o rejeita e pouco a pouco o vai aceitando.
As intrigas e problemas continuam, os mal entendidos também; tudo isso aliado ao passado que regressa e envolve o presente. As tragédias são o pão de cada dia nesta família, onde o oculto, como sempre acontece, vai saindo à luz. Lucía parece morta em vida, a possível felicidade partiu sem um aparente rumo uma felicidade que só ela pode construir ao purificar o sangue derramado pela sua jornada e transformá-lo na cor da paixão. 

## Elenco
| Ator/Atriz              | Personagens                        |
| ----------------------- | ---------------------------------- |
| Esmeralda Pimentel      | Lucia Gaxiola Murillo              |
| Erick Elías             | Marcelo Escalante Fuentes          |
| Claudia Ramírez         | Rebeca Murillo Rodarte de Gaxiola  |
| René Strickler          | Alonso Gaxiola Beltrán             |
| Eugenia Cauduro         | Madalena Murillo Rodarte           |
| Ximena Romo             | Nora Gaxiola Murillo               |
| Helena Rojo             | Milagros Fuentes Vda. de Valdivia  |
| Arcelia Ramírez         | Sara Ezquerra                      |
| Moisés Arizmendi        | Amador Zúñiga Montoya              |
| Mariano Palacios        | Rodrigo Zúñiga Roldán              |
| Montserrat Marañón      | Brígida Roldán de Zúñiga           |
| Pablo Valentín          | Mario Hernández                    |
| Eduardo España          | Eduardo "Lalo" Barragán            |
| Gloria Izaguirre        | Teresa "Tere"                      |
| Arturo Vázquez          | Vinicio Garrido Vinicíus Garrido   |
| Marcela Morett          | Norma "Normita"                    |
| Andrés Almeida          | Padre Samuel                       |
| Natalia Guerrero        | Daniela Suárez Molina              |
| Luis Couturier          | Nazario Treviño                    |
| Patricia Reyes Spíndola | Trinidad "Trini" de Treviño        |
| Ilse Ikeda              | Leticia "Lety" Ezquerra            |
| Mauricio Abularach      | Sergio Mondragón                   |
| Roberto Blandón         | Alfredo Suárez                     |
| Luis Gatica             | Ricardo Márquez                    |
| Marcia Coutiño          | Ligia Cervantes                    |
| Javier Jattin           | Román Andrade                      |
| Isaura Espinoza         | Clara Rosales Buena                |
| Angelina Peláez         | Rafaela Osuna                      |
| Nuria Bages             | Aída Lugo                          |
| Edsa Ramírez            | Gloria Parra                       |
| Harold Azuara           | Benito Rosales                     |
| Alfonso Dosal           | Federico Valdivia Fuentes          |
| Maribel Lancioni        | Lorena                             |
| Eduardo MacGregor       | Padre Santiago                     |
| Luis Fernando Peña      | Ruperto                            |
| Mónika Rojas            | Socorro                            |
| Andrea Herfer           | Alma                               |
| Ariadne Díaz            | Adriana Murillo Rodarte de Gaxiola |
| Cristopher Águilas      | Aníbal                             |
| Sergio Mariano          | Paramédico                         |
| Eduardo Rocha           | Enfermeiro                         |
| Michelle Renaud         | Rebeca Murillo Rodarte (jovem)     |
| Ana Isabel Torre        | Magdalena Murillo Rodarte (jovem)  |
| Horacio Pancheri        | Alonso Gaxiola Beltrán (jovem)     |
| Rodrigo Massa           | Amador Zúñiga Montoya (jovem)      |
| Fernanda Arozqueta      | Brígida Roldán de Zúñiga (jovem)   |
| Claudio Roca            | Mario Hernández (jovem)            |
| Ramón Valera            | Ricardo Márquez (jovem)            |
| Nuria Gil               | Clara Rosales Buena (jovem)        |

## Audiência
A trama estreou com 15.5 pontos. Nos primeiros meses manteve audiência razoável, e com o passar dos dias, os números começaram a subir. Sua menor audiência é de 10 pontos, alcançada em 18 de abril de 2014, uma Sexta Feira Santa. Seu último capítulo, de duas horas e meia de duração, teve média de 22.8 pontos. Terminou com média de 17.5 (18) pontos, um sucesso para o horário.  

## Exibição

### No México
Foi reprisada pelo canal TLNovelas de 26 de outubro de 2020 a 15 de janeiro de 2021, substituindo Rubi e sendo substituída por Amores verdaderos.

### No Brasil
Estava sendo exibida no Brasil pela primeira vez através do canal pago TLN Network desde o dia 26 de agosto de 2019, com edição original e áudio dublado em português, porém, foram exibidos apenas os 5 primeiros capítulos e a novela foi cancelada pois o canal africano BoomTV, na época, era o único que possuía os direitos de transmissão da novela para Angola e Moçambique. Em seu lugar foi colocada a novela Feridas de Amor.
Ficou disponível na íntegra e com áudio dublado em português no novo catálogo de streaming VOD Novelas na Guigo TV, entre novembro de 2020 e abril de 2022.

## Prêmios e indicações

### Prêmios TVyNovelas 2015
| Categoria                    | Nomeado                                        | Resultado |
| ---------------------------- | ---------------------------------------------- | --------- |
| Melhor Telenovela            | Roberto Gómez Fernández                        | Indicado  |
| Melhor Atriz protagonista    | Esmeralda Pimentel                             | Indicado  |
| Melhor Ator protagonista     | Erick Elías                                    | Indicado  |
| Melhor Atriz Antagônica      | Claudia Ramírez                                | Indicado  |
| Melhor atriz coadjuvante     | Eugenia Cauduro                                | Indicado  |
| Melhor ator Coadjuvante      | Pablo Valentín                                 | Indicado  |
| Melhor primeira atriz        | Helena Rojo                                    | Indicado  |
| Melhor primeira atriz        | Patricia Reyes Spíndola                        | Indicado  |
| Melhor atuação juvenil       | Michelle Renaud                                | Indicado  |
| Melhor Tema Musical          | "Hoy es un buen día" por Río Roma              | Indicado  |
| Melhor história ou adaptação | José Cuauhtémoc Blanco e María del Carmen Peña | Indicado  |
| Melhor direção de câmeras    | Francisco Blanco e Juan Pablo Blanco           | Indicado  |
| Melhor elenco                | El color de la pasión                          | Indicado  |